# Antaplaga comstocki
Antaplaga comstocki är en fjärilsart som beskrevs av Hill 1924. Antaplaga comstocki ingår i släktet Antaplaga och familjen nattflyn. Inga underarter finns listade i Catalogue of Life.